# カンザス州運輸省
カンザス州運輸省（カンザスしゅううんゆしょう、Kansas Department of Transportation; KDOT）は、アメリカ合衆国カンザス州における州政府機関。州内の公共交通の維持保全に責任を負う。

## 資金問題
2012年以降、カンザス州運輸省の財源のうち20億ドル超が、カンザス州の一般財源や州政府機関へと転用された。これにより、州運輸省による州内の道路整備能力は危機に晒された。転用された財源は「KDOT銀行」と呼ばれた。

## 組織
- 運輸長官
  - 運輸副長官
  - 運輸技監
    - 計画開発課
    - 航空課
    - 技術設計課
    - 運用課
      - 第1地区 – トピカ[3]
      - 第2地区 – サライナ[4]
      - 第3地区 – ノートン（英語版）[5]
      - 第4地区 – シャヌート（英語版）[6]
      - 第5地区 – ハッチンソン[7]
      - 第6地区 – ガーデンシティ[8]

  - 運輸副長官（財務・総務担当）
    - 財務課
    - 総務課

  - 長官特別補佐官
  - 主任顧問
  - 監察官